# Georges Traus

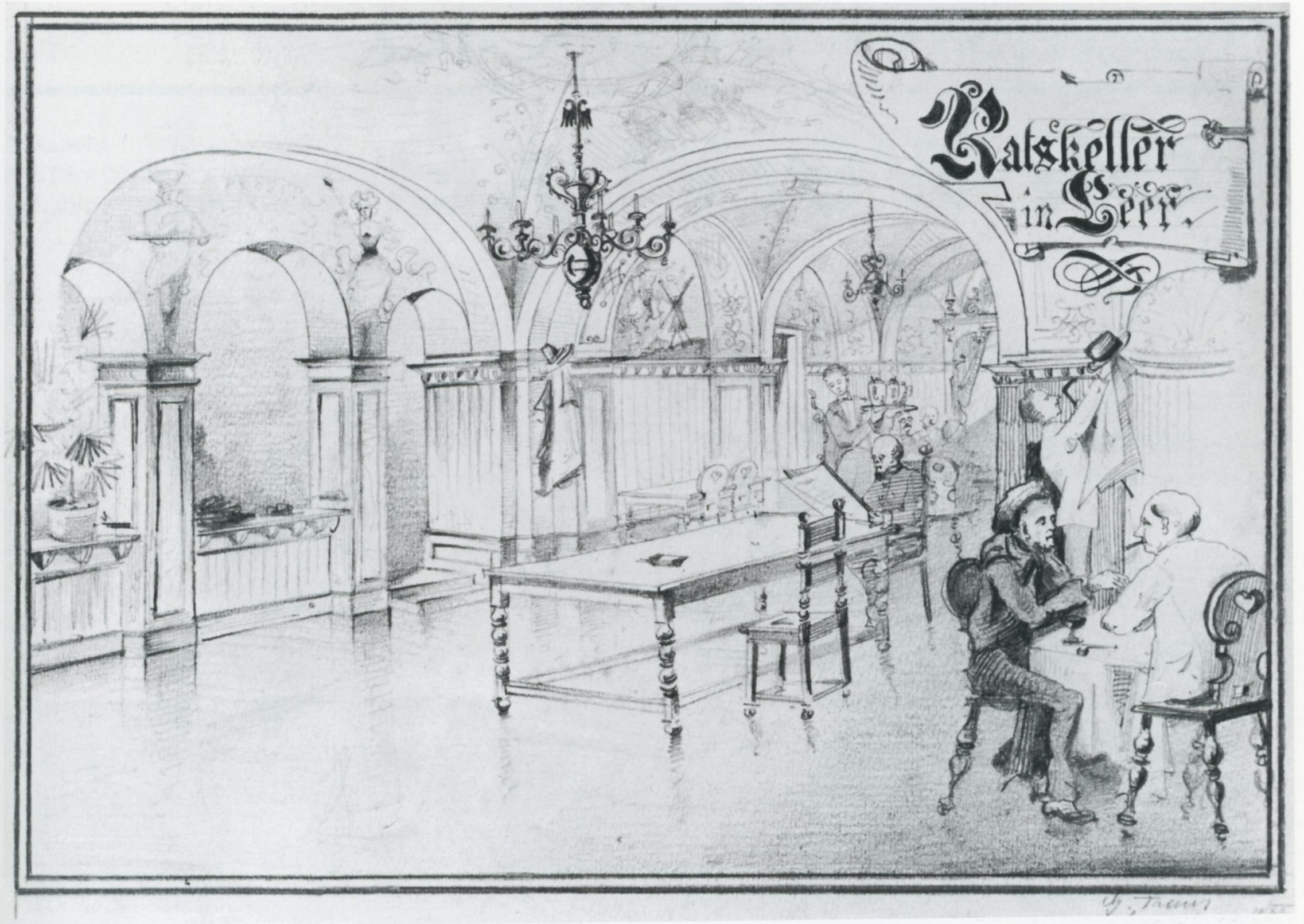
Ratskeller in Leer

Johann Peter Georg (Georges) Traus (Luxemburg-Stad, 10 januari 1865 – aldaar, 23 juli 1941) was een Luxemburgs architect.

## Leven en werk
Georg of Georges Traus was een zoon van Georg Traus en Clementine Warisse. Hij studeerde in Parijs en Aken en bracht vervolgens meerdere jaren in Nederland door. Hij vestigde zich als architect in de stad Luxemburg. Na het overlijden van Charles Mullendorff nam hij diens kantoor over.
Traus ontwierp als architect degelijke gebouwen, met gevels in glad gepleisterde steen, gematigd afgewisseld met spaarzaam en sober gehouden beeldhouwwerk. Samen met beeldhouwer Pierre Federspiel ontwierp hij in 1896 het Dicks-Lentz-monument, ter herinnering aan de dichters Edmond de la Fontaine, alias Dicks, en Michel Lentz, dat in 1903 werd onthuld. In 1904 werden Traus en Federspiel benoemd tot ridder in de Orde van de Eikenkroon. Traus werkte geregeld samen met architect Michel Wolff, onder meer bij het ontwerp voor het Luxemburgs paviljoen voor de wereldtentoonstelling van 1935 in Brussel. 
Hij behoorde in 1893 met de architecten Jean-Pierre Knepper, Jean-Pierre Koenig, Charles Mullendorff en Auguste van Werveke, auteurs Pol Clemen, Nicolas Liez en Batty Weber, beeldhouwer Jean-Baptiste Wercollier, glaskunstenaar Pierre Linster, de schilders Pierre Blanc, Reginald Bottomley, Michel Engels, Michel Heiter, Franz Heldenstein, Jean-Pierre Huberty en André Thyes en tekenaar Eugène Kurth tot de stichtende leden van de Cercle Artistique de Luxembourg. Hij was ook de eerste secretaris van de vereniging. Hij was verder onder andere directeur van de Société du Theatre, bestuurslid van verenigingen voor kunst op school en lid van de Société pour la construction d’un crématoire à Luxembourg.
Traus overleed op 76-jarige leeftijd.

## Enkele werken
- 1903 Dicks-Lentz-monument in Luxemburg-Stad, i.s.m. beeldhouwer Pierre Federspiel.
- 1910 slachthuis in Ettelbruck, i.s.m. Wolff.
- 1911 Brillschool, Esch-sur-Alzette
- 1913 Maison Moderne, winkel op de hoek Grand Rue en Rue de la Côte d'Eich in Luxemburg-Stad.
- 1914 Au Nouveau Paris, winkel op de hoek Grand Rue en Rue Philippe II, in Luxemburg-Stad. Later bekend als Maison Rosenstiel.
- 1935-1936 gebouw van de Manufacture de Tabacs Heintz Van Landewyck in Hollerich, i.s.m. Wolff.

## Galerij

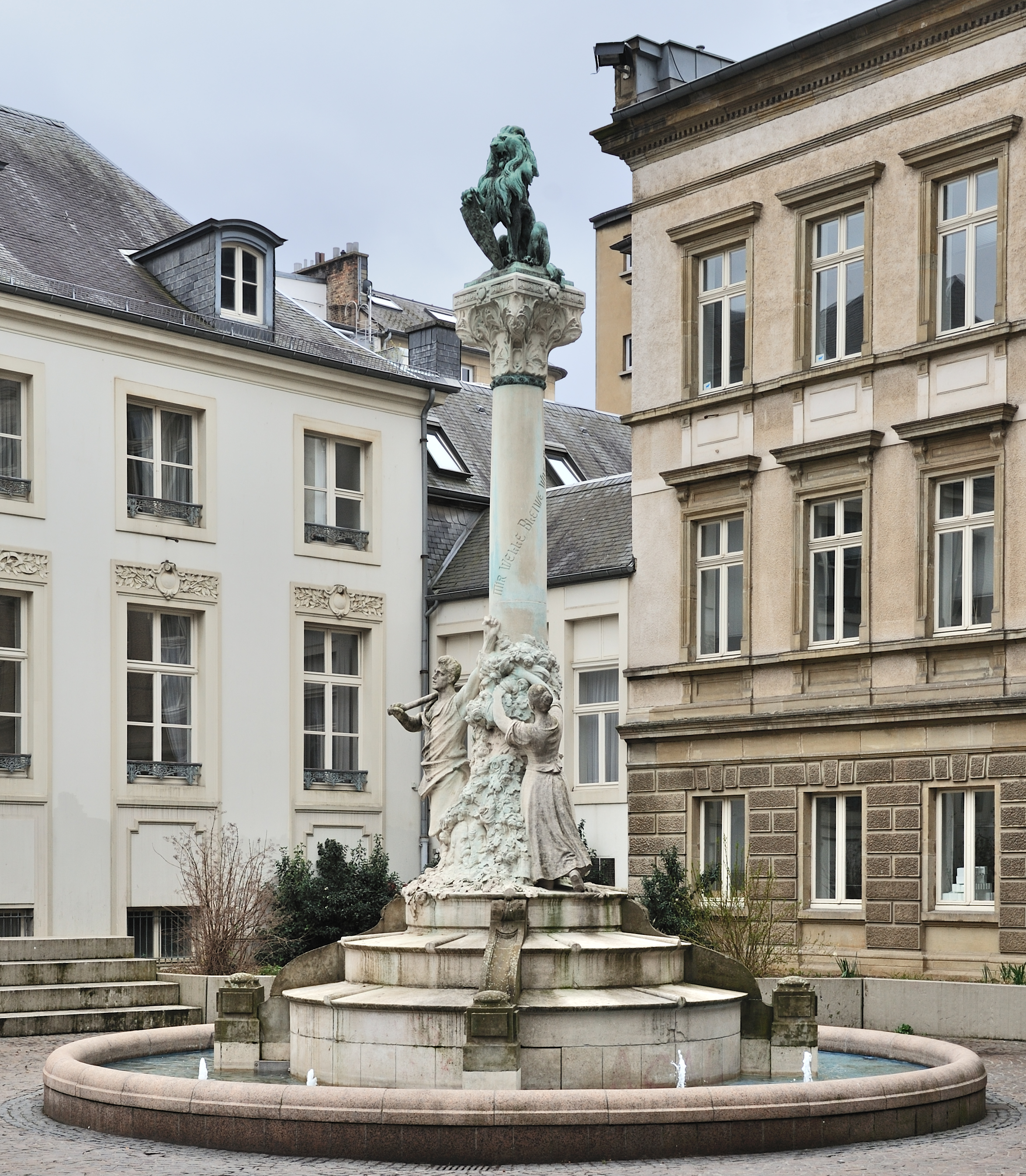
Dicks-Lentz-monument (1903), Luxemburg-Stad
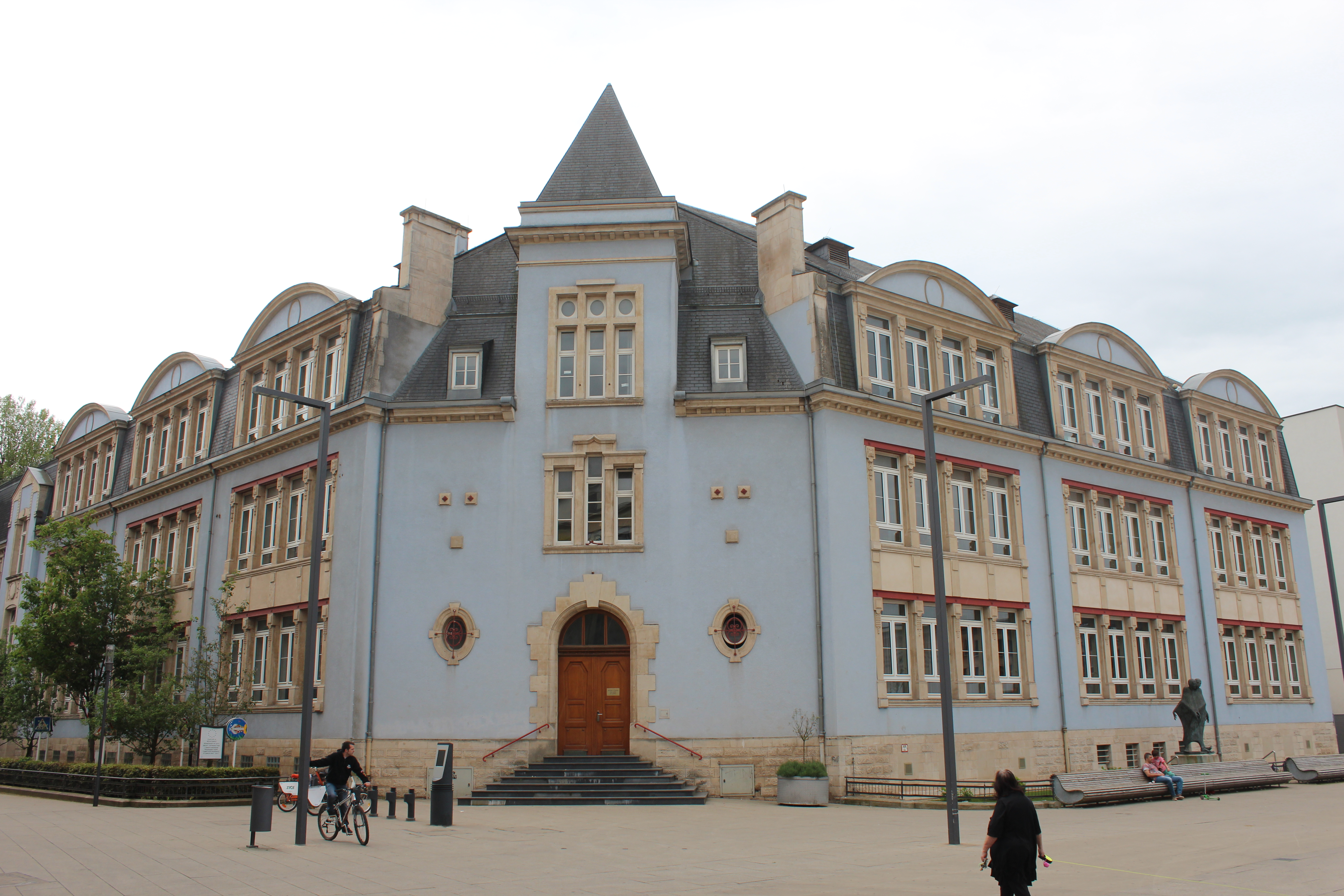
Brillschool (1911), Esch-sur-Alzette
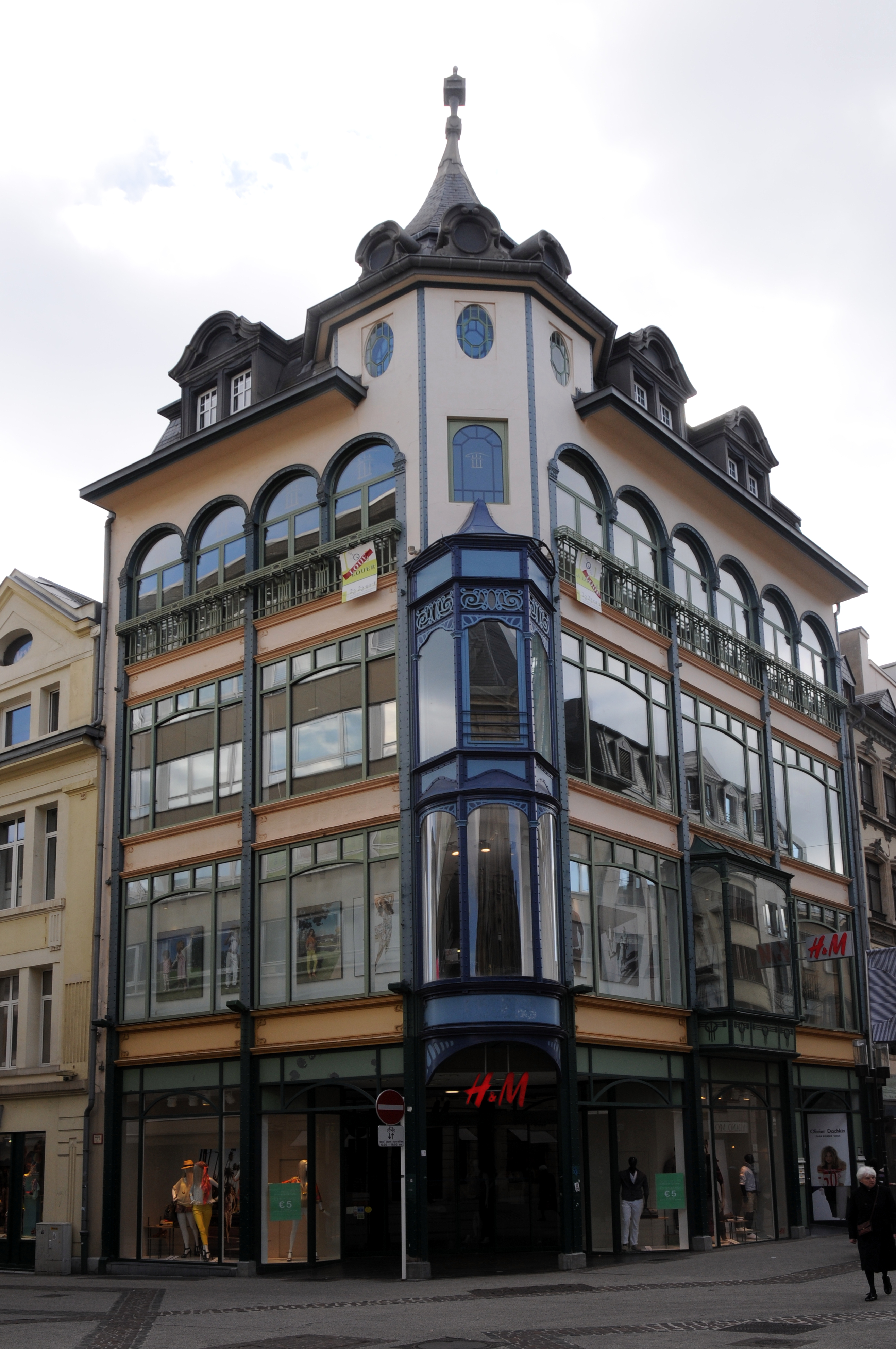
Maison Rosenstiel (1914), Luxemburg-Stad
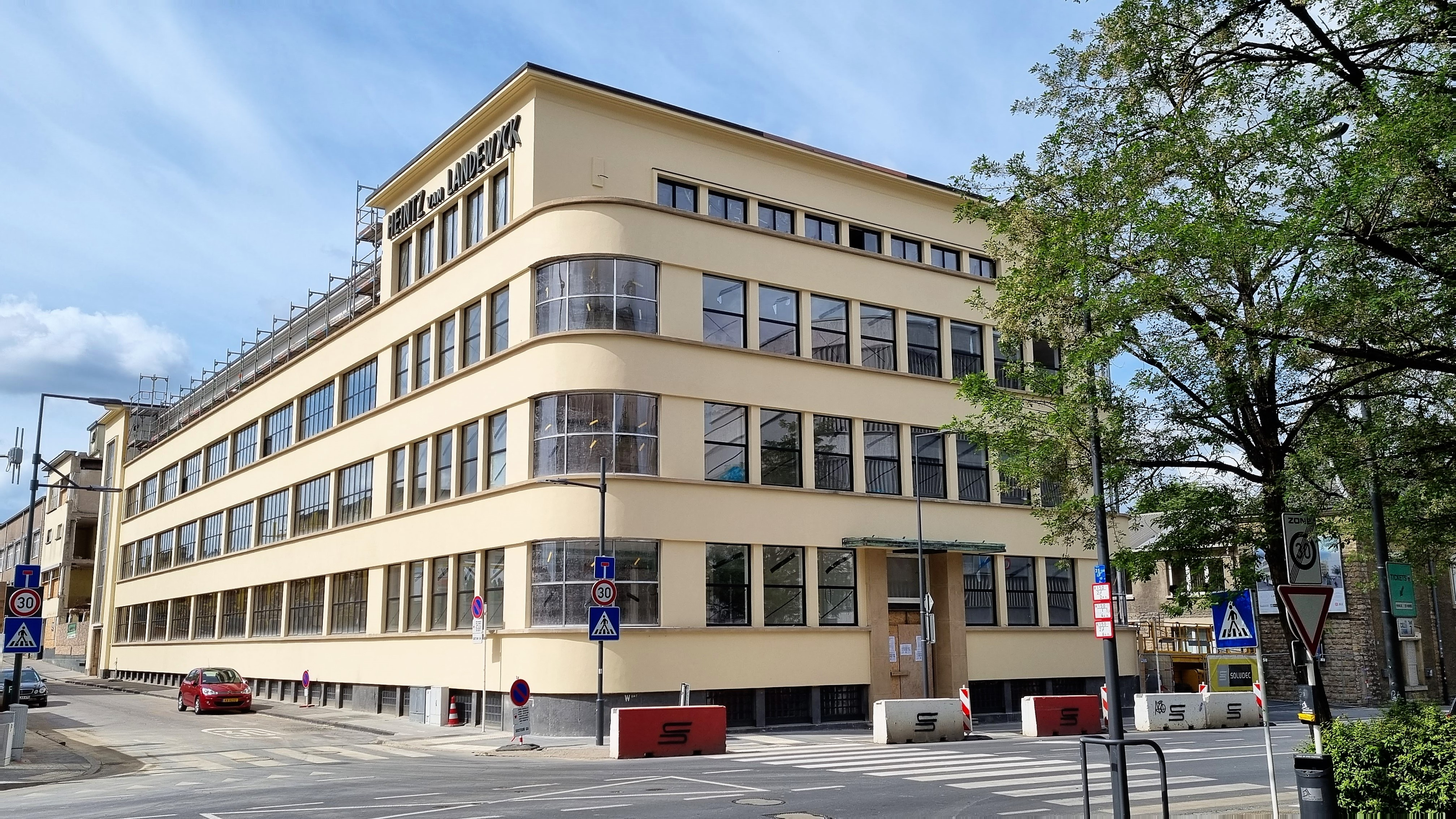
Heintz Van Landewyck (1935-1936), Hollerich